# Stelechantha
Stelechantha  es un género con cuatro especies de plantas con flores de la familia de las rubiáceas.
Es nativo del oeste de África tropical hasta Gabón.

## Taxonomía
Stelechantha fue descrita por Cornelis Eliza Bertus Bremekamp y publicado en Botanische Jahrbücher für Systematik, Pflanzengeschichte und Pflanzengeographie 71: 218, en el año 1940.

## Especies
- Stelechantha arcuata S.E.Dawson (2002).
- Stelechantha cauliflora (R.D.Good) Bremek. (1940).
- Stelechantha makakana N.Hallé (1964).
- Stelechantha ziamaeana (Jacq.-Fél.) N.Hallé (1964).